# Шагин, Владимир Николаевич
Влади́мир Никола́евич Ша́гин (18 февраля 1932 — 11 апреля 1999) — советский художник.

## Биография
Принадлежал к так называемому «арефьевскому кругу» — группе ленинградских художников-нонконформистов рубежа 1950-60-х годах, неформальным лидером которой был Александр Арефьев.
В 1946—1951 годах учился в Средней художественной школе при Ленинградской Академии художеств. В 1952—1954 годах учился в Таврическом художественном училище.
Кроме занятий живописью, играл на гитаре и контрабасе в оркестре народных инструментов, работал электромонтажником, грузчиком, раскройщиком полиэтилена. В 1961 году (после смерти поэта Р. Ч. Мандельштама) несколько месяцев, ночуя в кладбищенских склепах, сознательно вёл бродячий образ жизни на Красненьком кладбище вместе с художником Арефьевым.
В 1966—1968 годах находился на принудительном лечении в психиатрической больнице.
В 1974 году участвует в выставке в ДК им. Газа.
С 1983 года участвует в выставках ТЭИИ.
Работы Владимира Шагина находятся в Третьяковской галерее, Русском музее, парижском Центре Помпиду и др.
Жена (c 1955) — художница Наталья Владимировна Нейзель (Жилина) (1933—2005), сын — художник Дмитрий Шагин. Вторая жена, с 1979 г. скульптор Г. Писарева.